# Pempelia genistella
Pempelia genistella is een vlinder uit de familie snuitmotten (Pyralidae). De wetenschappelijke naam is voor het eerst geldig gepubliceerd in 1836 door Duponchel.
De soort komt voor in Europa.